# Donaustadt
Donaustadt () è il ventiduesimo distretto di Vienna, in Austria  (Lingua tedesca: 22. Bezirk, Donaustadt) ed è situato nella zona est della città, sulla sponda sinistra del Danubio.
È il distretto più esteso: i suoi 102,34 km² rappresentano il 24,6% della superficie dell'intera città.

## Quartieri
Donaustadt è composta dal 1954 dai seguenti quartieri:
- Kaisermühlen (1850–1938: 2º distretto, 1938–1954: 21º distretto)
- Kagran (1904–1954: 21º distretto)
- Stadlau, Hirschstetten, Aspern (1904–1938: 21º distretto, 1938–1954: 22º distretto, Groß-Enzersdorf)
- Augebiet di Lobau (1904–1938: 21º distretto, 1938: 22º distretto)
- Breitenlee, Essling, Süßenbrunn (1938 nel nuovo 21º distretto, Groß-Enzersdorf incorporato)

## Politica

### Presidenti del distretto
| Presidenti dal 1945        | Presidenti dal 1945 |
| -------------------------- | ------------------- |
| Mathias Böhm (KPÖ)         | 1945-1946           |
| Leopold Horacek (SPÖ)      | 1946-1959           |
| Rudolf Köppl (SPÖ)         | 1959-1977           |
| Rudolf Huber (SPÖ)         | 1977-1981           |
| Albert Schultz (SPÖ)       | 1981-1993           |
| Leopold Wedel (SPÖ)        | 1993-1997           |
| Franz-Karl Effenberg (SPÖ) | 1998-2005           |
| Renate Winklbauer (SPÖ)    | 2005-2006           |
| Norbert Scheed (SPÖ)       | 2006-               |